# Памятник турецким воинам (Агачаул)
Памятник турецким воинам — памятник в селении Агачаул (близ Махачкалы), воздвигнутый турецким воинам, павшим 4—5 ноября 1918 года на горе Тарки-Тау в боях за освобождение Порт-Петровска (Махачкалы) от российских войск Лазаря Бичерахова.

## Значение
По словам доктора исторических наук Хаджи-Мурада Доного, в 1918 году Горская республика, не имея достаточных сил для ведения войны, обратилась за помощью к Османской империи для противостояния вторжению русского отряда Лазаря Бичерахова, который преследовал цели британской короны, хоть и являлся офицером Русской Армии, считает Доного, в составе его отрядов были в основном казаки и армяне, прибывшие из Баку — по его данным они устраивали расстрелы, казни. Помощь османами была оказана. Отдельные части пятнадцатой дивизии под командованием Иззет-паши (черкес по происхождению) прибыли в Дагестан из Баку. Это была Кавказская исламская армия.

## Описание
Памятник представлял собой каменную глыбу с мраморными плитами на трех языках — русском, турецком и кумыкском, а также турецкой символикой в виде полумесяца и пятиконечной звезды как на флаге Турции.
Текст на русском: 

«Священной памяти солдат Османской армии, павших 5-8 ноября 1918 года смертью храбрых в боях за освобождение Анжикалы (Порт-Петровска) от оккупационных войск генерала Л. Бичерахова. Мир и покой их душам».

## История памятника
Одним из инициаторов установления памятника солдатам Османской империи является главный редактор республиканской газеты на кумыкском языке «Ёлдаш» и уроженец села Агачаул Камиль Алиев.
Памятник был установлен 15 декабря 2018 года в селении Агачаул (близ Махачкалы) кумыкскими общинами поселений Таргу, Агачаул, Кяхулай, Альбурикент, Бойнак, Атлыбоюн и Казанище. Однако в соцсетях он получил неоднозначную оценку: многие пользователи окрестили его «памятником интервентам, которые воевали против русского офицера Бичерахова».
3 января 2019 года администрацией Карабудахкентского района и администрацией села Агачаул первоначальная трёхъязычная (кумыкский, турецкий, русский) мраморная плита на памятнике была втайне от установивших её организаций заменена русскоязычной следующего содержания:

«В память воинам, павшим в боях за свободу России и Дагестана на горе Тарки-Тау вблизи селения Агачаул в 1918 году. Мир и покой их душам».
Новый текст на памятнике не согласовали с кумыками.
Плиту с текстом демонтировали оставив только изображение полумесяца и звезды.